# Trent Meacham
Trenton Seymour Meacham, detto Trent (Champaign, 26 settembre 1985), è un ex cestista statunitense, professionista in Europa.

## Carriera
Ha frequentato la Centennial High School, prima di iscriversi all'università di Dayton. L'anno successivo ha deciso di iscriversi all'università dell'Illinois per fare ritorno nella sua città natale; dopo aver osservato un anno di stop regolamentare ha militato per tre anni nella squadra di pallacanestro dell'università. Nella stagione 2008-2009 ha chiuso con 10,2 punti di media, tirando da tre con il 42,1%, secondo nella Big Ten Conference.
Nel luglio 2009, dopo non essere stato selezionato al draft, ha firmato un contratto annuale con il WBC Wels, club militante in Bundesliga austriaca. Durante questa stagione disputa inoltre l'All-Star Game della Bundesliga austriaca.
Nel luglio 2010 firma un contratto annuale con il BG 74 Göttingen, club militante in Bundesliga.
Nel giugno 2011 firma un contratto annuale con il Parigi-Levallois, club militante in Pro A.
Nell'ottobre 2012 firma fino a fine stagione con il Nanterre. Nel giugno 2013 rinnova il suo contratto per un altro anno. Con la maglia del Nanterre, ha vinto la Pro A nel 2013 e ha avuto l'opportunità di giocare in Eurolega nella stagione 2013-2014, chiudendo con 8,7 punti e 4,1 assist in 31 minuti di media a partita. Nel 2014 è stato inoltre nominato MVP delle last 32 di Eurocup.
Nell'agosto 2014 firma con l'Olimpia Milano. Il 23 febbraio 2015, lascia la squadra campione d'Italia per firmare con l'ASVEL.

## Palmarès
- Campionato francese: 2

Nanterre: 2012-13
ASVEL: 2015-16
- Coppa di Francia: 1

Nanterre: 2013-14
- Match des Champions: 1

ASVEL: 2016

### Individuale
- MVP Coppa di Francia: 1

Nanterre: 2013-2014